# La Piste des géants (film, 1930)
Pour les articles homonymes, voir La Piste des géants.
Pour plus de détails, voir Fiche technique et Distribution.
La Piste des géants (The Big Trail) est un film américain réalisé par Raoul Walsh, sorti en 1930.
John Wayne obtient avec La Piste des géants son premier grand rôle dans un long métrage.

## Synopsis
Sur les rives du Mississippi, les prétendants à la conquête de l'Ouest s'amassent, prêts pour le départ. Coleman, un jeune trappeur, enquête sur le meurtre de son meilleur ami. Il soupçonne le conducteur de l'une des caravanes. Dans le but de le démasquer, il se fait engager comme guide.

## Fiche technique
- Titre : La Piste des Géants
- Titre original : The Big Trail
- Réalisateur : Raoul Walsh

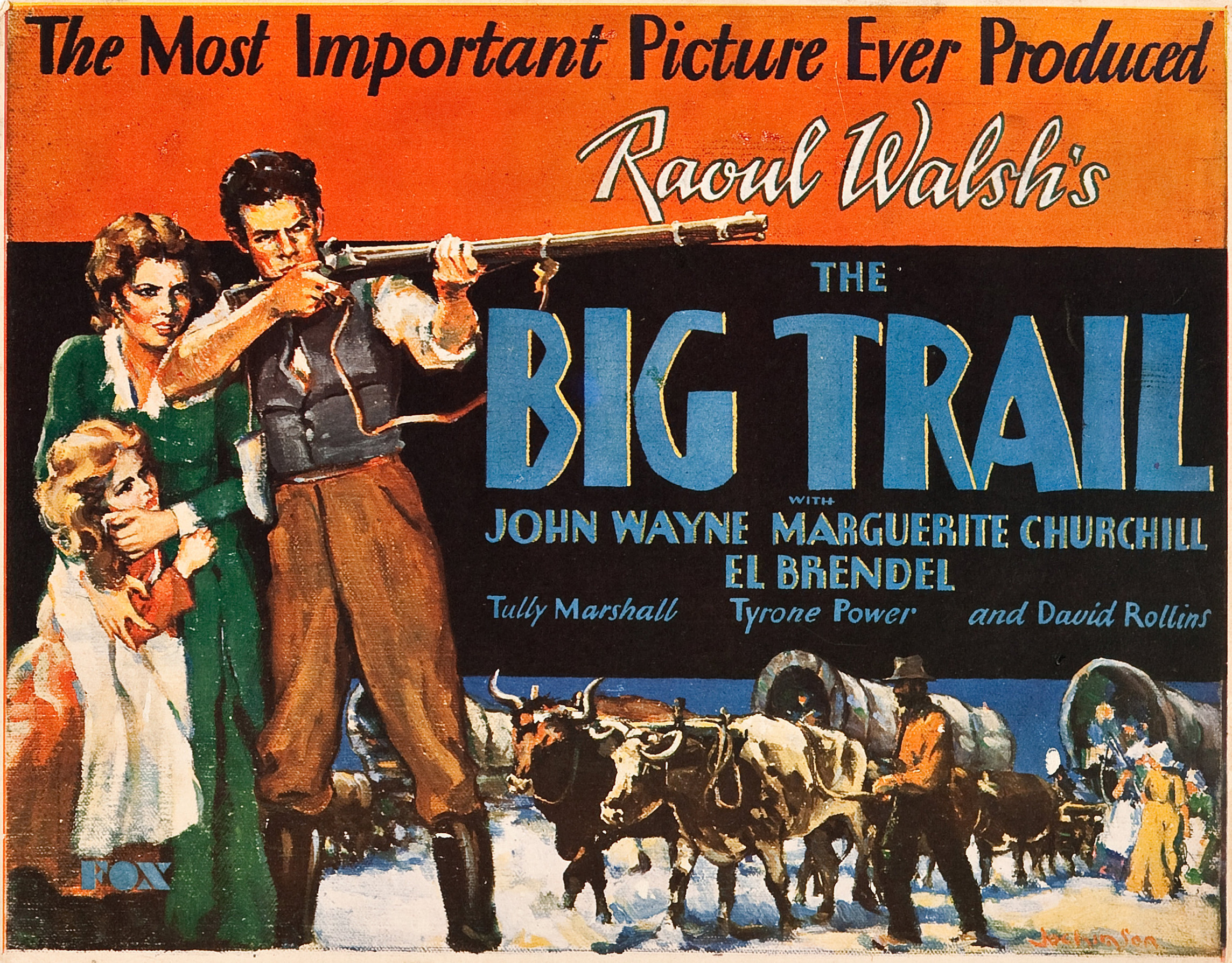
Carte promotionnelle pour le film.

- Assistant-réalisateur : George Walsh
- Scénario : Marie Boyle, Jack Peabody, Florence Postal, d'après l'œuvre de Hal G. Evarts
- Direction artistique : Harold Miles
- Décors : Harold Miles, Fred Sersen
- Photographie : Lucien Andriot (version 35 mm), Arthur Edeson (version 70mm)
- Son : Bill Brent, Paul Heihly
- Montage : Jack Dennis
- Musique : James F. Hanley, Robert Martin, Joseph McCarthy, Ray McKee, Arthur Kay
- Production : Raoul Walsh
- Société de production : Fox Film Corporation
- Société de distribution : Fox Film Corporation
- Pays de production :  États-Unis
- Format : Noir et blanc - son Mono (Western Electric System)
  - 35 mm — 1,20:1
  - 70 mm — 2,10:1
- Genre : Western
- Langue originale : anglais
- Durée : 125 minutes (35 mm), 158 minutes (70 mm), 103 minutes 56 s. (DVD)
- Dates de sortie :
  - États-Unis :
    - 2 octobre 1930 (première mondiale à Los Angeles)
    - 24 octobre 1930 (première à New York)
    - 1er novembre 1930 (sortie nationale)

  - Royaume-Uni : 26 décembre 1930 (première à Londres)
  - France : 30 mars 1931

## Distribution
- John Wayne : Breck Coleman

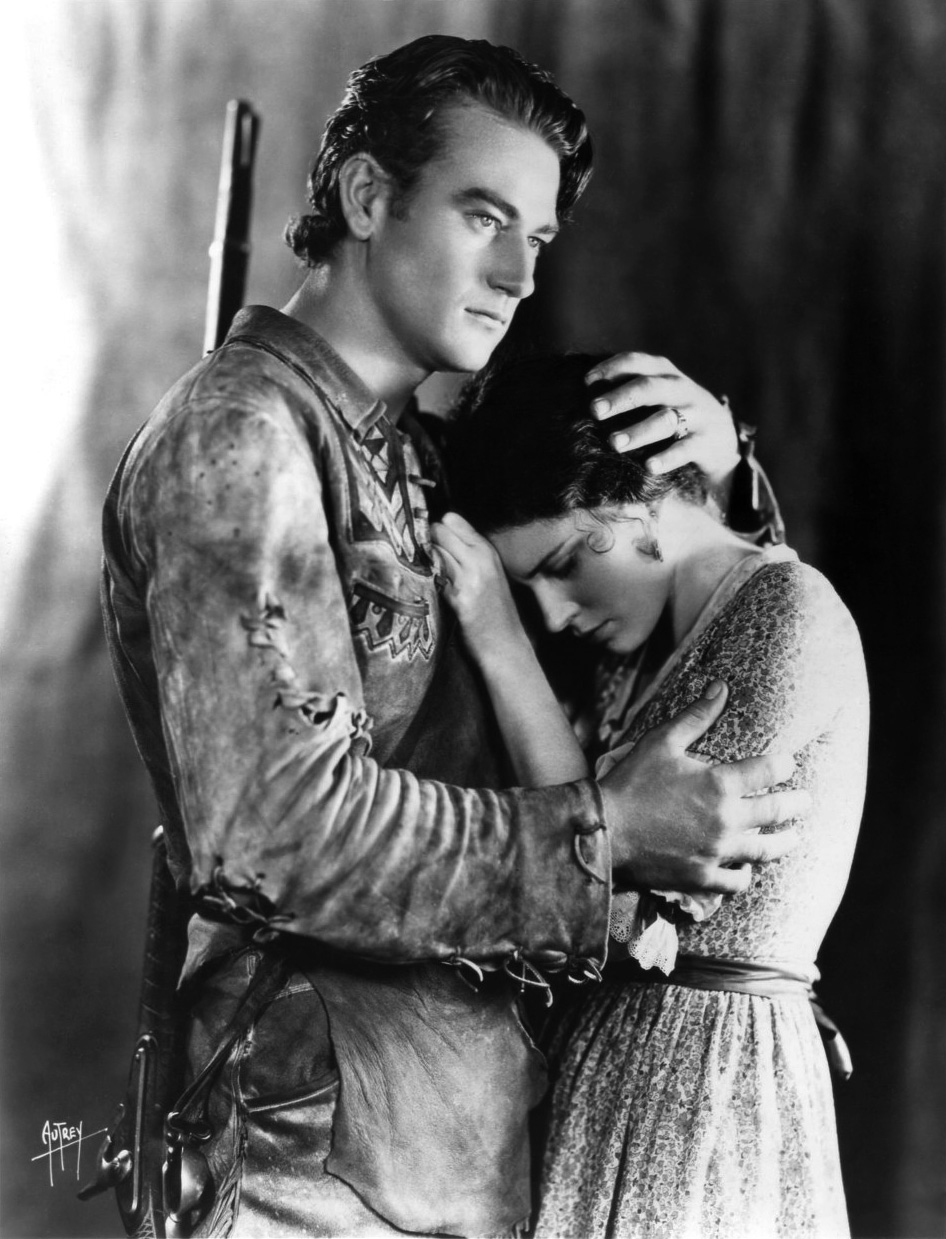
John Wayne et Marguerite Churchill.

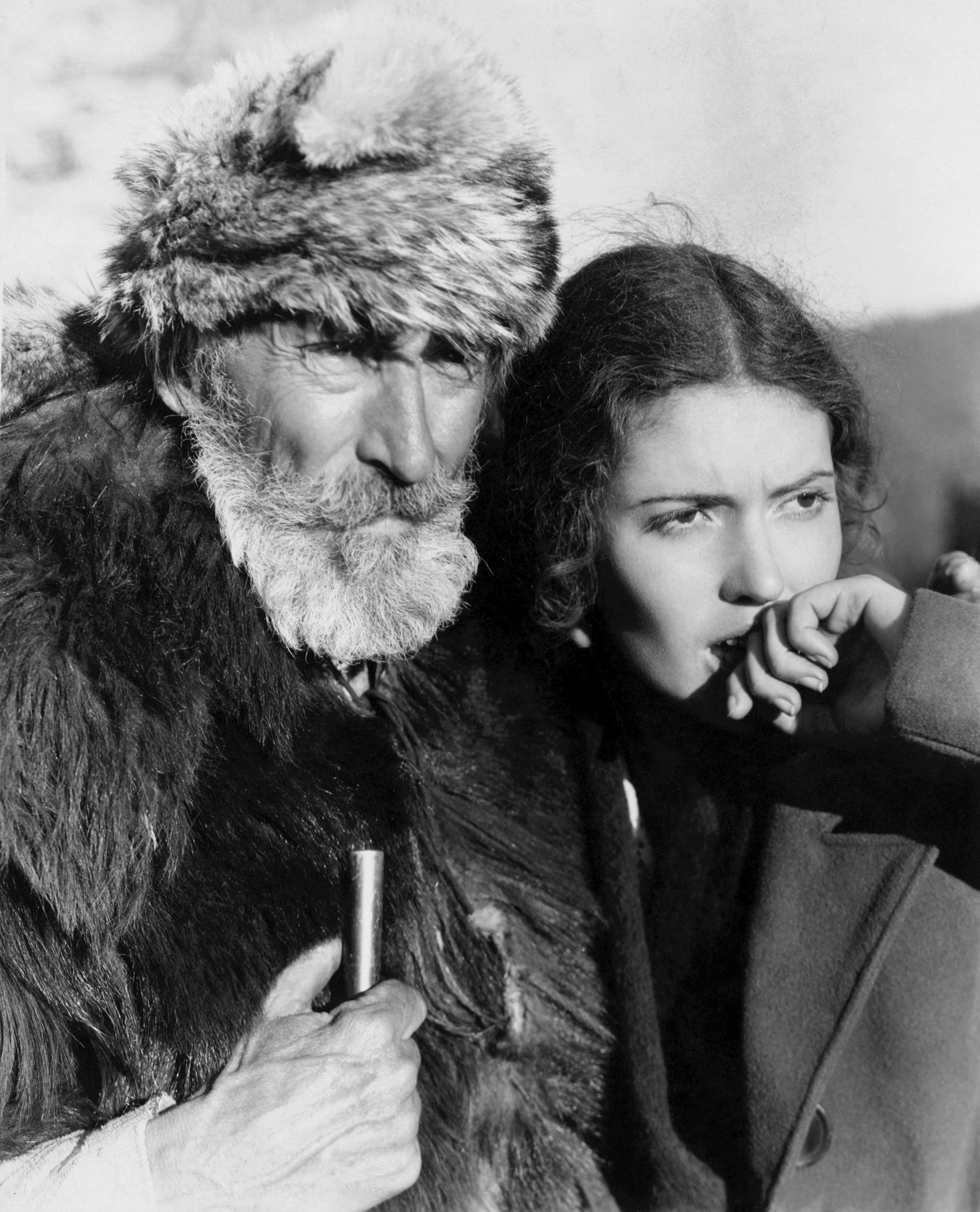
Tully Marshall et Marguerite Churchill.

- Marguerite Churchill : Ruth Cameron
- El Brendel : Gussie
- Tully Marshall : Zeke
- Tyrone Power Sr. : Red Flack
- David Rollins : Dave « Davey » Cameron
- Helen Parrish : Honey Girl Cameron
- Frederick Burton : « Pa » Bascom
- Ian Keith : Bill Thorpe
- Charles Stevens : Lopez
- Louise Carver : la belle-mère de Gussie

Et, parmi les acteurs non crédités :
- Chef John Big Tree : un indien
- Ward Bond : Sid Bascom
- Iron Eyes Cody : un indien (+ cascadeur)
- Emslie Emerson : Sairey
- Marcia Harris : Mme Riggs
- DeWitt Jennings : Capitaine Hollister
- Marjorie Leet : Mildred Riggs
- William V. Mong : Wellmore
- Dodo Newton : Abigail Vance
- Jack Peabody : Bill Gillis
- Russ Powell : « Windy » Bill
- Victor Adamson : un conducteur de chariot
- Marylin Harris : la fille d'un pionnier
- Jack Curtis : un pionnier
- Robert Parrish : le fils d'un pionnier
- Frank Rainboth : l'homme de l'Ohio
- Andy Shuford : le fils de l'homme de l'Ohio

## Rencontre de Walsh et de Wayne
« En passant devant le magasin des accessoires, j'aperçus un grand jeune homme aux larges épaules, qui transportait un fauteuil rembourré. Il déchargeait un camion et ne me vit pas. Je le regardai prendre sous son bras un imposant sofa Louis XV comme une plume, tout en attrapant une chaise de l'autre main. Lorsqu'après les avoir déposés, il revint vers le camion, je m'approchai de lui. « Comment t'appelles-tu ? » lui demandais-je. Il m'examina attentivement. « Je vous connais ! C’est vous qui avez mis en scène Au service de la gloire. Mon nom, c’est Morrison ».(…) « Voyons jusqu'à quel point tu veux devenir acteur. Laisse pousser tes cheveux et reviens me voir dans deux semaines »… L'histoire de La Piste des géants était relativement simple, mais il me fallait un éclaireur et un chef de convoi pour conduire un petit groupe de pionniers à travers les plaines. Je parcourus la liste des acteurs disponibles mais aucun d'entre eux ne me satisfaisait.(…) Je fis passer des essais à quelques comédiens possibles, mais Sheehan (le producteur) les refusa tous. C'est alors que je me souvins du jeune footballeur de la U.S.C. Nous n'avions toujours trouvé personne lorsqu'il se présenta. Ses cheveux avaient poussé et je me mis à reprendre espoir. Après qu'on l'eut vêtu d'un pantalon et d'une veste en daim, je le plaçai devant la caméra, et Sheehan, lorsqu'il vit le résultat, me dit d'un air bougon : « Qui est-ce ce type là ? Sait-il monter à cheval ? Où as-tu été le dénicher ? ».(…) Il saisit presque immédiatement ce que j'attendais de lui. Je tenais mon acteur principal ! Il suffisait de lui donner quelques indications. Sheehan le regarda, l'écouta et ronchonna de nouveau : « Il fera l’affaire. Comment s'appelle-t-il déjà ? » « Morrison ». Ce nom par contre ne lui plaisait pas… Je parcourus en esprit les livres d’histoire en m'arrêtant sur le nom des pionniers américains. J'en vins à la Révolution et je me souvins d'un nom qui m'avait toujours plu. Lorsque je le dis à Sheehan, il leva la tête et sourit d'un air entendu comme s'il l'avait pensé lui-même : « Bien sûr ! » Il prit son crayon et lut à haute voix ce qu'il venait d'écrire « Wayne » ; pas Mad Anthony, simplement John. John Wayne. Fais-le entrer. »

— Raoul Walsh, Un demi-siècle à Hollywood

## Produits dérivés etremake
La mise en roman du scénario en anglais est effectuée par Claude Houghton.
Le film a fait l'objet d'un remake en français, La Piste des géants, réalisée par Pierre Couderc avec Gaston Glass et Jeanne Helbling, et sortie en 1931.

## Distinction
- National Film Preservation Board en 2006.